# Konoe Iehiro
Konoe Iehiro (近衛 家熈, 1667 – 1736) foi um nobre japonês do período Edo, pertencente ao ramo Konoe do Clã Fujiwara, e foi regente (Kampaku) do Imperador Higashiyama no período de 1707 à 1709 e Sesshō do Imperador Nakamikado de 1709 a 1712.

## Biografia
Seu pai era o também Kampaku Motohiro e sua mãe a Princesa Tsneko (filha do imperador Go-Mizunoo).  Em novembro de 1673, Iehiro entrou para a corte (genpuku) durante o reinado do Imperador Reigen como Shōgoi (funcionário da Corte de quinto escalão sênior) e, em 1676, foi promovido diretamente para Jusanmi (funcionário de terceiro escalão júnior). Em março de 1686 foi nomeado Naidaijin.
Em agosto de 1693, já no reinado do Imperador Higashiyama foi nomeado Udaijin e em janeiro de 1704 Sadaijin, cargo que ocupa até 1708. Concomitantemente a partir de 1707 tornou-se Kampaku de Higashiyama. 
Em 1709, tornou-se Sesshō do Imperador Nakamikado, e  em 1710, foi nomeado Daijō Daijin. Em julho de 1711, renuncia ao cargo de Daijō Daijin e em  agosto de 1712 ao de Sesshō.  Em meados de 1725 foi nomeado Junsangō (cargo honorífico com a mesma importância do que a de Imperatriz).   Em 24 de dezembro deste mesmo ano abdicou de seus cargos na Corte e se tornou um monge budista (shukke) passando a se chamar Yorakuin e permaneceu assim até sua morte em  novembro de 1736.  
Iehiro veio a se casar com a Princesa Noriko (filha do Imperador Reigen) com quem teve dois filhos: Konoe Iehisa que se tornará seu herdeiro e Toku-kun que se tornará sacerdotisa do Tokudai-ji.  Além desses Iehiro teve vários outros filhos com concubinas, entre eles Fusahiro que foi adotado por Takatsukasa Kanehiro e Naoko que se tornará esposa do Imperador Nakamikado. 